# Difenidina
La difenidina (abreviado 1,2-DEP, DPD, DND ) es un anestésico disociativo que se ha vendido como droga de diseño a nivel mundial. Se ha asociado como parte de las nuevas sustancias con ifnluencia psicoactiva.
La síntesis de difencidina se reportó por primera vez en 1924 empleandose una reacción de Bruylants análoga a la que luego se usaría para descubrir la fenciclidina en 1956. Poco después de la prohibición de las arilciclohexilaminas en el Reino Unido en 2013, la difenidina y el compuesto relacionado metoxfenidina estuvieron disponibles en el mercado gris. Los informes anecdóticos describen altas dosis de difenidina que producen fenómenos somatosensoriales extraños y amnesia anterógrada transitoria. Debido a los daños asociados con su uso, en abril de 2021 la Comisión de Estupefacientes de Naciones Unidas agregó a la difenidina como sustancia de la Lista II.

## Estudios
La difenidina y las diariletilaminas relacionadas se han estudiado in vitro como tratamientos para las lesiones neurotóxicas y son antagonistas del receptor NMDA. En perros, la difenidina exhibe una mayor potencia antitusígena que el fosfato de codeína.
El análisis electrofisiológico demuestra que se reduce la amplitud de los fEPSP mediados por el receptor NMDA con la difenidina y la ketamina en un grado similar, con la difenidina mostrando un inicio más lento del antagonismo. Los dos enantiómeros de la difenidina difieren mucho en su capacidad para bloquear el receptor NMDA, y el enantiómero-(S) más potente posee una afinidad cuarenta veces mayor que el enantiómero-(R). Desde la introducción de la difenidina en 2013, los proveedores del fármaco han declarado que actúa sobre el transporte de dopamina, pero no fue sino hasta 2016 que publicaron datos sobre la acción de la difenidina en el transportador de dopamina. La mayor afinidad de la difenidina es por el receptor NMDA, pero muestra una afinidad submicromolar por el receptor σ1, el receptor σ2 y el transportador de dopamina.

## Cultura y sociedad
Desde 2014, se han publicado varios informes sobre la venta de difenidina en combinación con otros productos químicos de investigación, en particular cannabinoides sintéticos y estimulantes en mezclas de incienso de hierbas japonesas. La primera incautación reportada se refería a un producto japonés llamado polvo de fragancia que contenía difenidina y bencilpiperazina. Un incienso de hierbas que se vende en la prefectura de Shizuoka con el nombre de "Aladdin Spacial [sic] Edition" contenía difenidina y 5F-AB-PINACA en concentraciones de 289 mg/g y 55,5 mg/g, respectivamente. Un producto llamado ''Incienso de Hierbas: El Super Limón'' que contenía AB-CHMINACA, 5F-AMB y difenidina estuvo implicado en una intoxicación letal. Más recientemente, la difenidina consumida junto con tres catinonas sustituidas, tres benzodiazepinas y alcohol estuvo implicada en una ingestión fatal de productos de "sal de baño" y "aroma líquido" en Japón.
En Canadá, MT-45 y sus análogos se convirtieron en sustancias controladas de la Lista I, que incluye la difencidina en su grupo estructural. La posesión sin autoridad legal puede resultar en un máximo de siete años de prisión en ese país. Además, Health Canada modificó las Regulaciones de Alimentos y Medicamentos en mayo de 2016 para clasificar explícitamente la difencidina como una droga restringida. Sólo pueden poseer la droga aquellos que tengan una agencia de aplicación de la ley, una persona con un permiso de exención o instituciones con autorización del Ministro de Canadá.